# Kraftwerk Mae Klong
Das Kraftwerk Mae Klong ist ein Wasserkraftwerk im Landkreis Tha Muang, Provinz Kanchanaburi, Thailand. Das zugehörige Stauwehr staut den Mae Klong zu einem kleinen Stausee auf. 
Das Stauwehr wurde von 1964 bis 1970 errichtet; es diente ursprünglich der Bewässerung. Die Kraftwerk wurde 2013 errichtet und ging im Januar 2014 in Betrieb. Es ist im Besitz der Electricity Generating Authority of Thailand (EGAT) und wird auch von EGAT betrieben.

## Absperrbauwerk
Das Absperrbauwerk ist ein Stauwehr mit acht Wehrfeldern. Die Höhe der Wehranlage beträgt 14 und die Länge 150 m.

## Stausee
Beim normalen Stauziel von 22,5 m über dem Meeresspiegel fasst der Stausee 38,8 (bzw. 50) Mio. m³ Wasser, von denen 8,2 Mio. m³ für die Stromerzeugung genutzt werden können. Das minimale Stauziel beträgt 15 m. Das maximale Stauziel liegt bei 23,66 m.

## Kraftwerk
Die installierte Leistung des Kraftwerks beträgt mit zwei Turbinen 12 MW. Die geplante Jahreserzeugung liegt bei 74 Mio. kWh. Im Jahr 2015 lag die Erzeugung bei 33,32 Mio. kWh. Das Maschinenhaus befindet sich seitlich des Stauwehrs an einem kleinen Ausleitungskanal.